# St. Andreas (Harthausen)

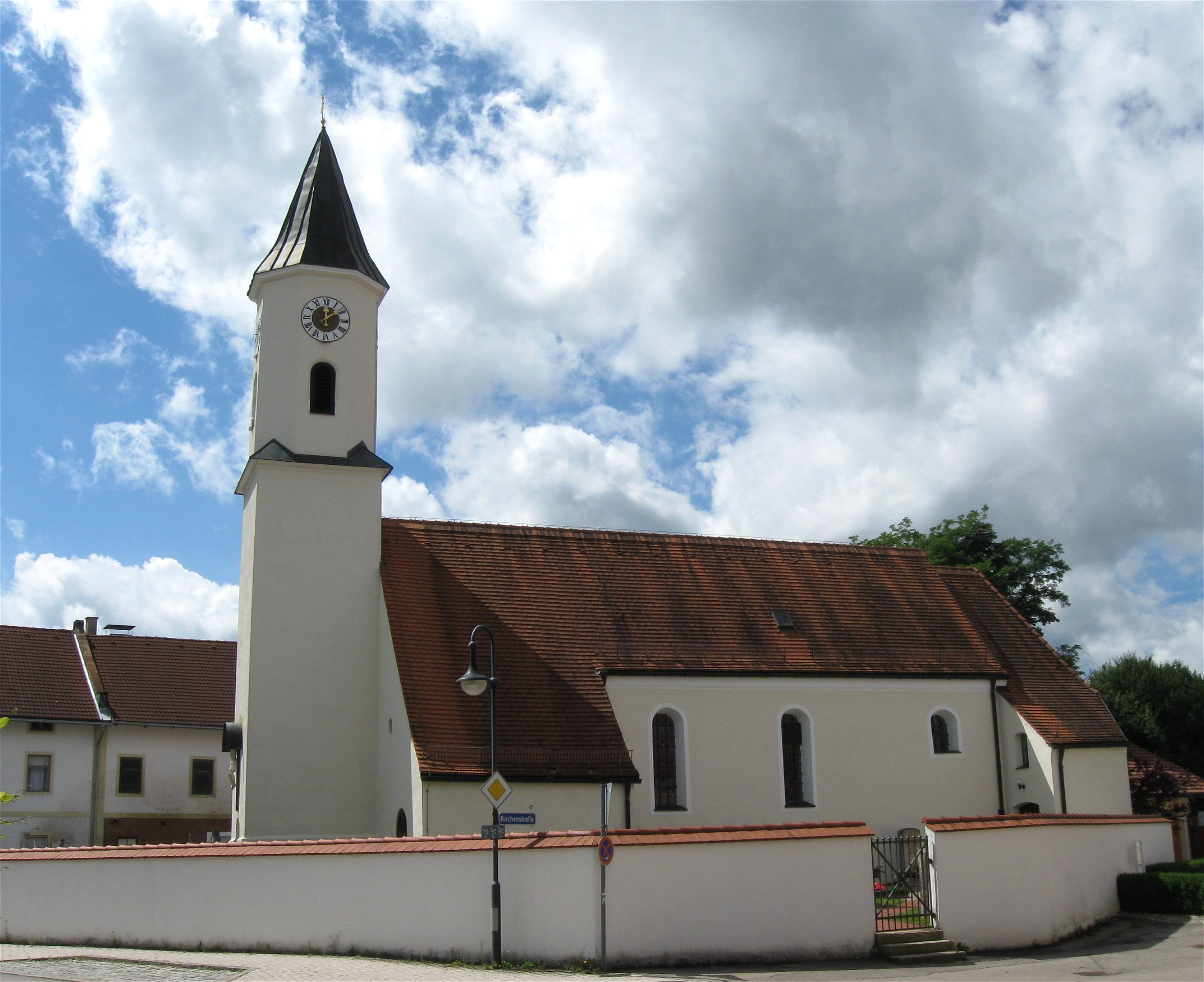
St. Andreas in Harthausen, Ansicht von Norden

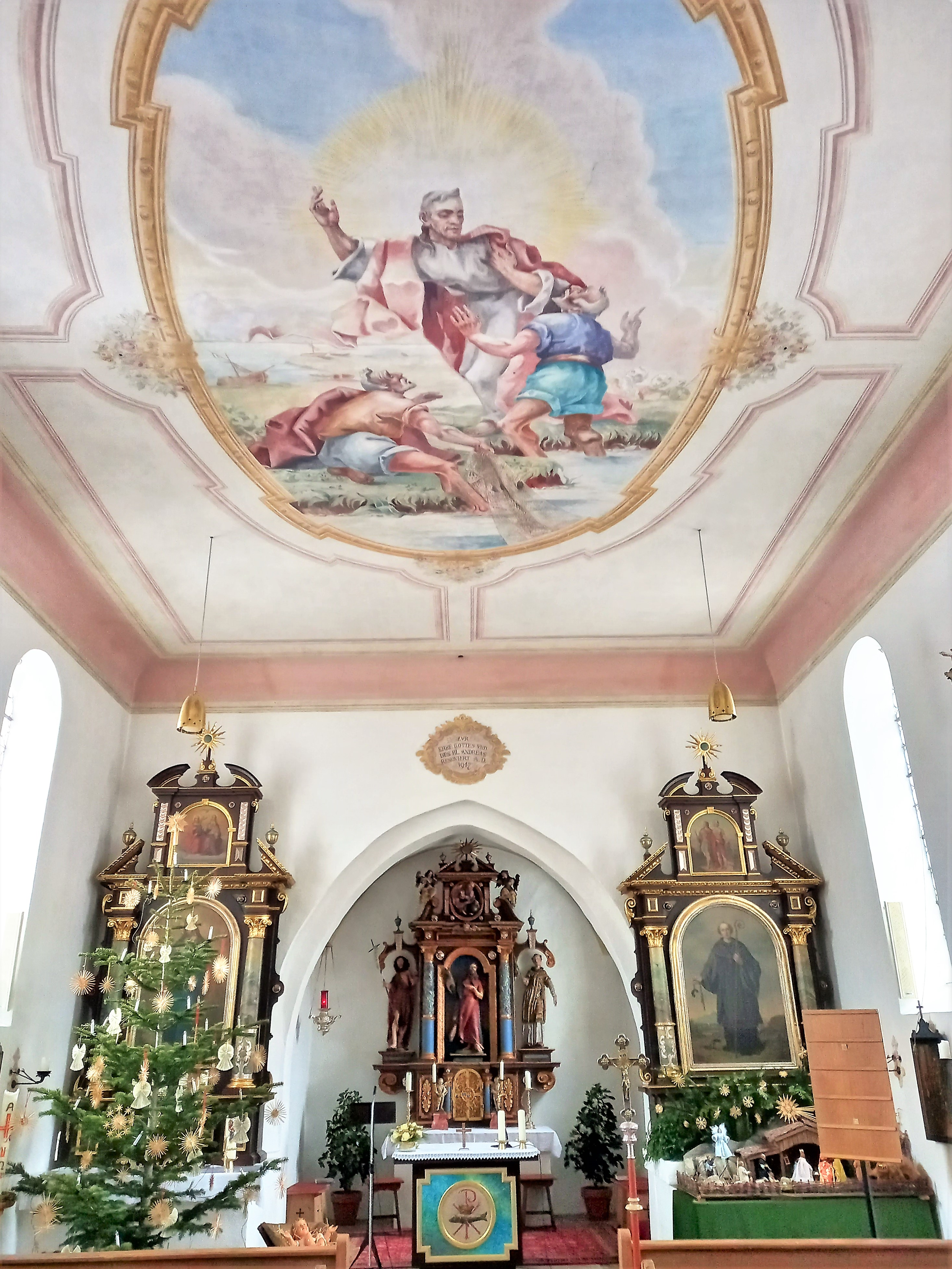
Blick zum Altar

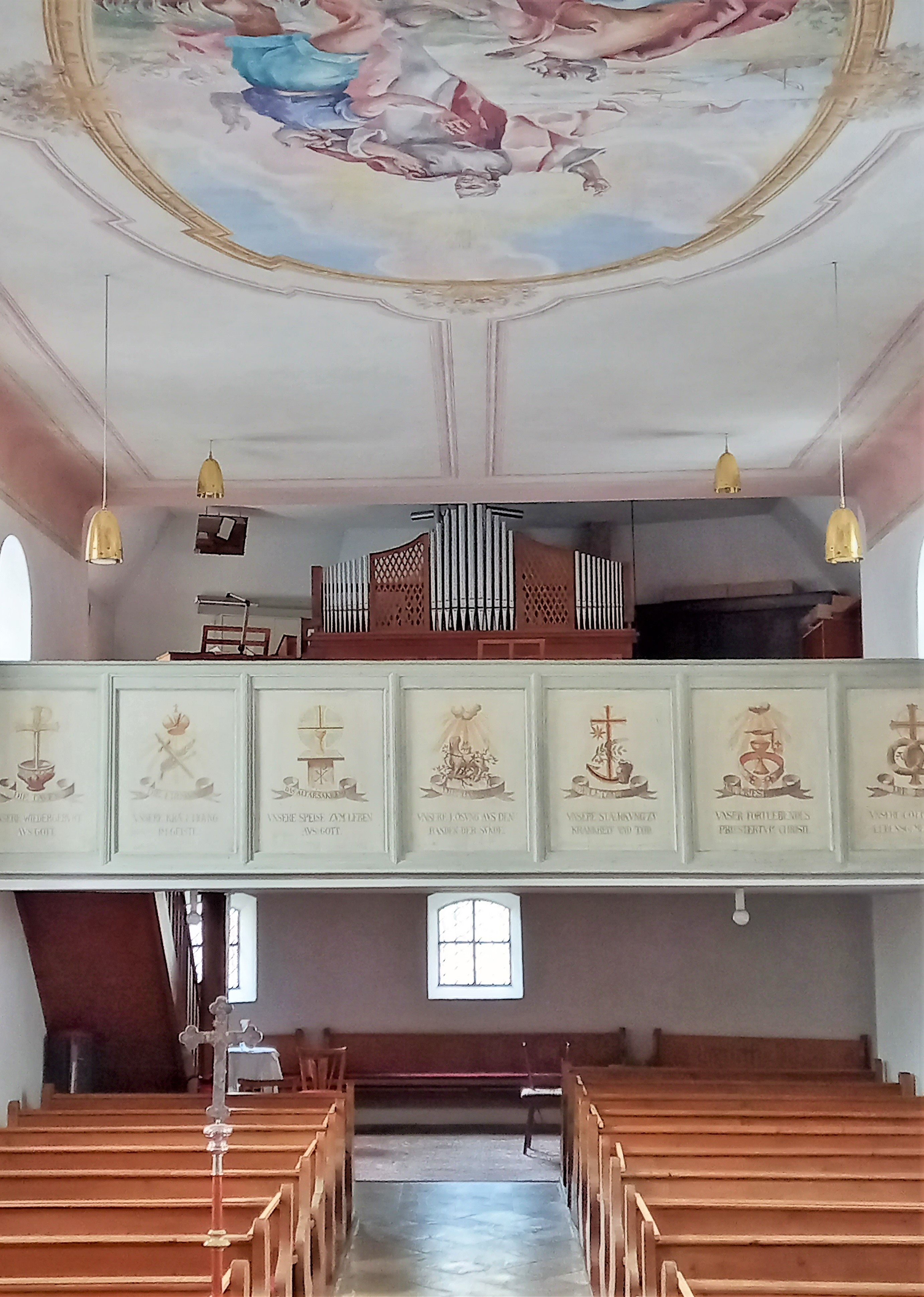
Blick zur Orgelempore

St. Andreas  ist ein Kirchengebäude der römisch-katholischen Kirche in Harthausen, einem Ortsteil der oberbayerischen Gemeinde Grasbrunn im Landkreis München. Die Kirche ist dem heiligen Apostel Andreas geweiht und dient als Filialkirche der Pfarrei St. Martin in Zorneding. Das Bauwerk ist als Baudenkmal in die Bayerische Denkmalliste eingetragen.

## Lage
Die Kirche liegt im historischen Zentrum von Harthausen an der Einmündung des Kirchwegs in die Hauptstraße. Ihre Orientierung weicht von der idealen Ostung etwa 10° nach Süden ab. Sie ist von einem ummauerten Kirchfriedhof umgeben.

## Geschichte
Das Bauwerk stammt im Kern aus der Zeit der Gotik. 1870 wurde das Langhaus um eine Fensterachse nach Westen erweitert. In dem abgebauten Teil wurde eine Empore errichtet. Um diese Zeit erhielt der Turm einen Spitzhelm. Bei einer Restaurierung 1946/1947 wurde an die Westseite ein Eingangsbereich angebaut. 1977 wurde eine weitere Restaurierung des Äußeren durchgeführt, ab 1986 eine Restaurierung des Inneren.

## Architektur
Das Kirchengebäude ist etwa 20 Meter lang und 8 Meter breit und trägt ein Satteldach. Auf der Ostseite ist ihm ein Glockenturm vorgesetzt, der bis knapp oberhalb des Dachfirsts einen quadratischen Grundriss von etwa 3 Meter Seitenlänge hat. Darüber folgt ein achteckiger Aufbau, der einen Spitzhelm trägt.
Im Inneren ist St. Andreas eine einschiffige Saalkirche mit einer Flachdecke. Ein Deckengemälde stellt die Berufung des Apostels Andreas dar. Ein Spitzbogen führt in den eingezogenen Chor, der einen quadratischen Grundriss hat und von einem gotischen Kreuzgratgewölbe überwölbt ist.

## Ausstattung
Der Hochaltar stammt aus der Zeit um 1660/1670. Über dem mit Beschlägen verzierten Tabernakel steht eine moderne Figur des heiligen Andreas, gerahmt von zwei Säulen und flankiert von Figuren der heiligen Johannes der Täufer und Laurentius. Der Altarauszug zeigt eine Darstellung Gottvaters.
Die Seitenaltäre stammen vom Ende des 17. Jahrhunderts, die Gemälde darin von 1850. Der linke Seitenaltar zeigt ein Marienbildnis und im Auszug die heiligen Sebastian und Florian, der rechte Seitenaltar den heiligen Leonhard und im Auszug die Dreifaltigkeit.
An der rechten Langhauswand hängt ein Kruzifix mit Schmerzhafter Mutter aus der ersten Hälfte des 18. Jahrhunderts, ihm gegenüber an der linken Langhauswand eine Figurengruppe der Heiligen Familie vom Typus Heiliger Wandel. Ebenfalls an der linken Seitenwand hängt neben der Orgelempore das ehemalige Altarbild des Hochaltars mit einem Gemälde des heiligen Andreas.
Zu der weiteren Ausstattung gehören ein entlang den beiden Langhauswänden angebrachter Kreuzweg und eine Orgel auf der Orgelempore.

## Orgel

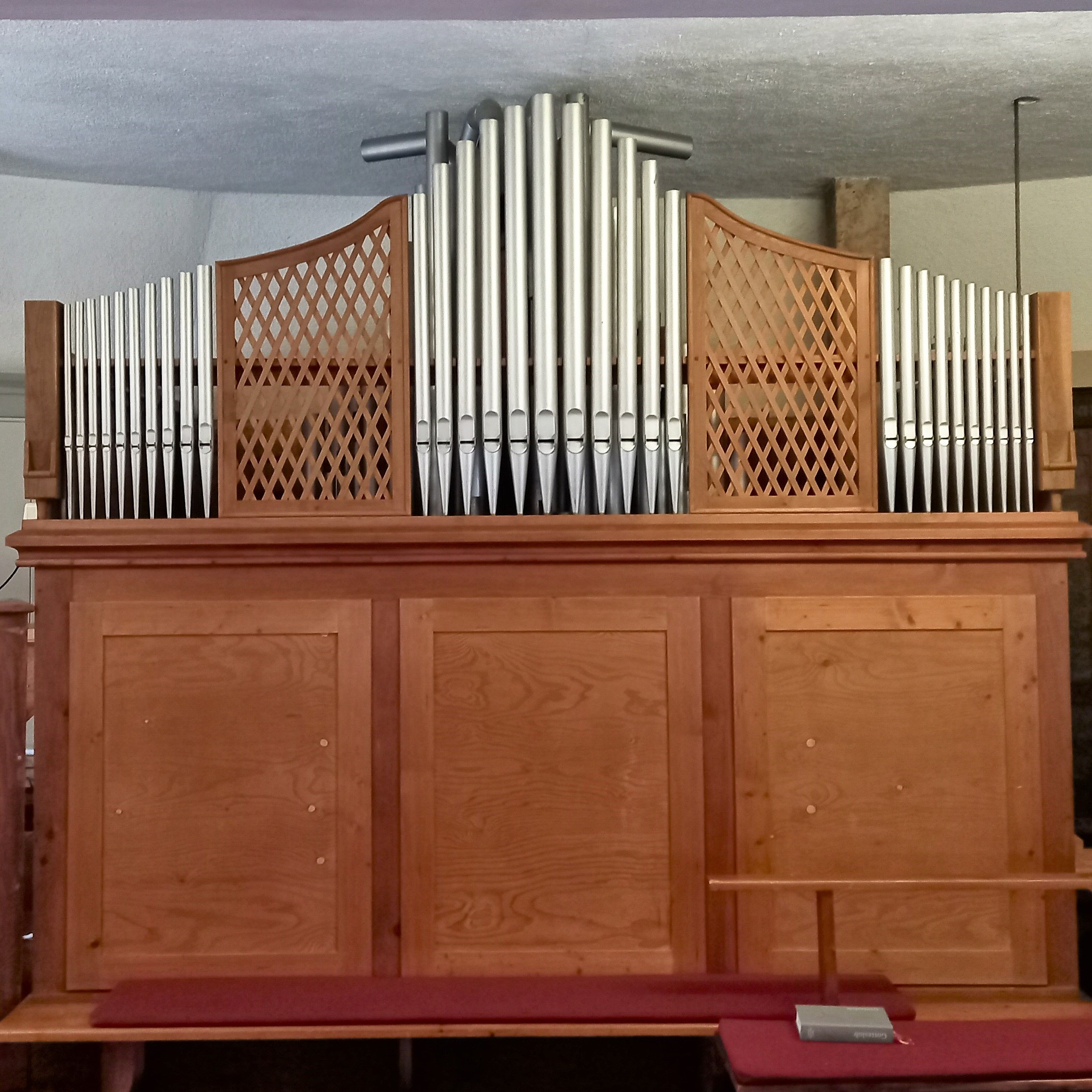
Wölfl-Orgel

Die einmanualige Orgel ist ein Werk des Orgelbauers Alois Wölfl aus Unterflossing bei Mühldorf am Inn und wurde 1955 anstelle eines zuvor vorhandenen Harmoniums errichtet. Das Instrument besitzt trotz der geringen Registerzahl und vor dem Hintergrund der Erbauungszeit ungewöhnlich viele Grundstimmen, darunter gleich drei Streichregister. Die Disposition ist wie folgt:
| I Hauptwerk C–g3 |            |       |
| 1.               | Prinzipal  | 8′    |
| 2.               | Gedeckt    | 8′    |
| 3.               | Gamba      | 8′    |
| 4.               | Salizional | 8′    |
| 5.               | Aeoline    | 8′    |
| 6.               | Octav      | 4′    |
| 7.               | Rohrflöte  | 4′    |
| 8.               | Quintflöte | 2 ⁄3′ |
| 9.               | Octav      | 2′    |
| 10.              | Sifflöte   | 1′    |

| Pedal C–d1 |                    |     |
| 11.        | Subbaß             | 16′ |
|            | Zartbaß (= Nr. 11) | 16′ |

- Koppeln: Superoktavkoppel (I/I), I/P
- Spielhilfen: Volles Werk

Anmerkungen
1. ↑  C–H gedeckt (eigenständig), ab c0 offen.
2. ↑  Schwebend gestimmt
3. ↑  Windabschwächung aus dem Subbaß 16′